# John Larson

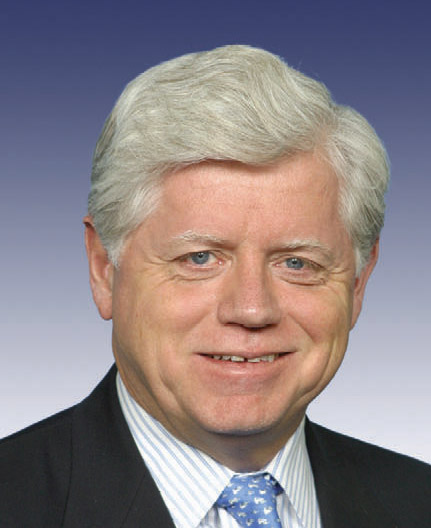
John Larson

John Barry Larson (* 22. Juli 1948 in Hartford, Connecticut) ist ein US-amerikanischer Politiker der Demokratischen Partei. Seit 1999 vertritt er den ersten Distrikt des Bundesstaats Connecticut im Repräsentantenhaus.

## Privatleben
John Larson wuchs in einfachem Verhältnissen in einem gefördertem Haus in Mayberry Village in East Hartford auf. Sein Vater arbeitete bei Pratt & Whitney und seine Mutter bei der Stadtverwaltung. Er beendete die East Hartford High School 1967 und 1971 die Central Connecticut State University in New Britain mit dem den Abschluss Bachelor of Arts. Im Anschluss lehrte er Geschichte und trainierte das Football-Team an der George J. Penney High School. Er war auch Miteigentümer einer Versicherungsagentur.

## Politik
Später war John Larson Mitglied im Board of Education (Schul-Ausschuss) und im Stadtrat von East Hartford. 1982 wurde er für den dritten Bezirk in den Connecticut State Senate gewählt dem er bis 1995 vertrat. Dort war er acht Jahre der Präsident Pro Tempore (siehe Präsident pro tempore des Senats der Vereinigten Staaten). Bei der Wahl 1998 konnte Larson sich im ersten Kongresswahlbezirk durchsetzen. Er wurde seitdem dreizehn Mal wiedergewählt, einschließlich der Wahl 2024. Seine aktuelle Legislaturperiode im 119. Kongress der Vereinigten Staaten läuft bis zum 3. Januar 2027.

### Ausschüsse
Derzeit ist Larson Mitglied in folgenden Ausschüssen:
- Committee on Ways and Means
  - Select Revenue Measures
  - Social Security (Vorsitzender)